# 自主管理社会主義
自主管理社会主義（じしゅかんりしゃかいしゅぎ、セルビア・クロアチア語: radničko samoupravljanje, スロベニア語: delavsko samoupravljanje, マケドニア語: работничко самоуправување）は、第二次世界大戦後、社会主義化されたユーゴスラビア社会主義連邦共和国で導入された経済政策。

## 概要
自主管理制度は簡単に言うなら「逆ピラミッド」型の3層からなる。制度の基幹部分は最高意思決定機関としての「自主管理基礎組織(OOUR)」。基本的には職場単位で組織されるが、職場規模が小さい場合等は工場単位という事も有り得る。この基礎組織が最高権力を有しており、これら基礎組織が幾つか組み合わさり「自主管理労働組織」を結成し、それらの労働組織は「代表委員協議会」を設け、調整を行う。こうした労働組織を束ねるのが「自主管理連合労働組織」である。分かり易く言うならば、「基礎組織」が職場であり、「労働組織」が工場、「連合労働組織」が会社であると考えると良い。
この「基礎組織」はプロジェクトごとに随時、他の労働組織と連携を組む事も有り、それは「労働連合単位」と呼ばれていた。
こういった機構で最高権力を有するのが「基礎組織」であり、いわゆる上部機構は土台である基礎組織の意向を理解する事に務め、最大限尊重し、反映せねばならない。通常だと「トップダウン」と言って、上部機構から下部機構に決定された意志が伝わる仕組みとなっているが、「自主管理制度」は全く逆である。つまり「自主管理制度」においては、下から上に意志が伝わる仕組みとなっている。
「基礎組織」において労働者・技術者達は「労働者評議会」を組織し、「労働者評議会」において自分達の意思表明を行い、決定、意志形成される。「労働者評議会」の運営方法は、評議委員を選出し委ねるという間接民主的な仕組みではなく、「労働者集会」、「選挙・リコール」、「直接選挙」を中心として運営される。通常の大人数制でこういった直接民主制は不可能であり、そうした意味でも比較的少人数の職場単位で「基礎組織」は組織される必要があったのである。「基礎組織」ではまた、生産以外の事柄においても随時、委員会を組織した。
様々な組織で注目すべき事は、「軍事抵抗委員会」が殆どの基礎組織で常設されていたことである。これはユーゴスラビア独自の「トータル・ナショナル・ディフェンス（全民衆防衛）」を実行するための組織であり、武器・弾薬・食糧・燃料の保管、緊急時のパルチザン部隊兵士動員、サボタージュ活動、補給、情報、命令伝達、連絡、ユーゴスラビア人民軍との調整を行う仕組みであった。この自主管理制度が実質的に崩壊した後も、この優れた民兵制度は形を変えて存在していると思われる。
こうした「基礎組織」が組み上げられて「労働組織」、「連合労働組織」といった「上部機関」が形成されていくのだが、そうした「上部機関」に代表委員を派遣する場合は、選挙によって選出された代表委員は選出母体の基礎組織の意思を尊重し、自分自身の意見ではなく選挙母体の意思表明を行わなければならず、母体の決定意志に制約を受ける仕組みとなっていた。これが間接民主制でありながら、より直接民主制に近い委任代表制である。委任代表制の対義語であり多くの間接民主制で採用されている自由代表制では、一旦代表者に選出された後は選出母体の決定意思に制約を受けず、自分自身の意思で行動出来て、次の選挙時に審判を受ければ良い事である。しかし、ユーゴスラビアの委任代表制ではそういった勝手を許さないようにされていた。
「基礎組織」を中心に会社（企業）に当たる「連合労働組織」が組み上げられていたが、企業経営には財務、営業、対外機関・団体との折衝等の経営独自の専門的手腕が必要とされるので、当然ながら労働者・技術者だけでの経営は不可能である。そこで必ずプロの経営者が必要となってくる。そのために「自主管理機関」は企業経営専門のマネージャーを一般公募していた。そこで応募してきたマネージャー候補を「自主管理組織」が選挙や信任投票で正式に決定し、企業長をトップとするマネージャー（経営機関）を設立、経営を委ねる。資本主義企業では出資者が経営者と労働者を雇うが、「自主管理制度」では「自主管理機関（労働者や技術者）」が経営者を雇う形になる。当然であるが、最高意思決定権は「自主管理組織」が握っているので、労働者・技術者が間接的に経営をチェックする形となる。さらに労働組合も認められていたので、労働組合を通じてチェックすることも可能であった。
チトー時代のユーゴスラビアではこの「自主管理制度」が社会システムの基礎であって、地域自治の基本組織であった「オプシュティナ」もこの「自主管理制度」の考え方と方法を準用していた。
チトーの在世中は彼の権威によってセクター間の対立が抑制されていたが、その没後は対立が噴出し、体制崩壊に至ることになる。

## 参考
梅本浩志著『ユーゴ動乱1999 バルカンの地鳴り』